# Kolossalstatue

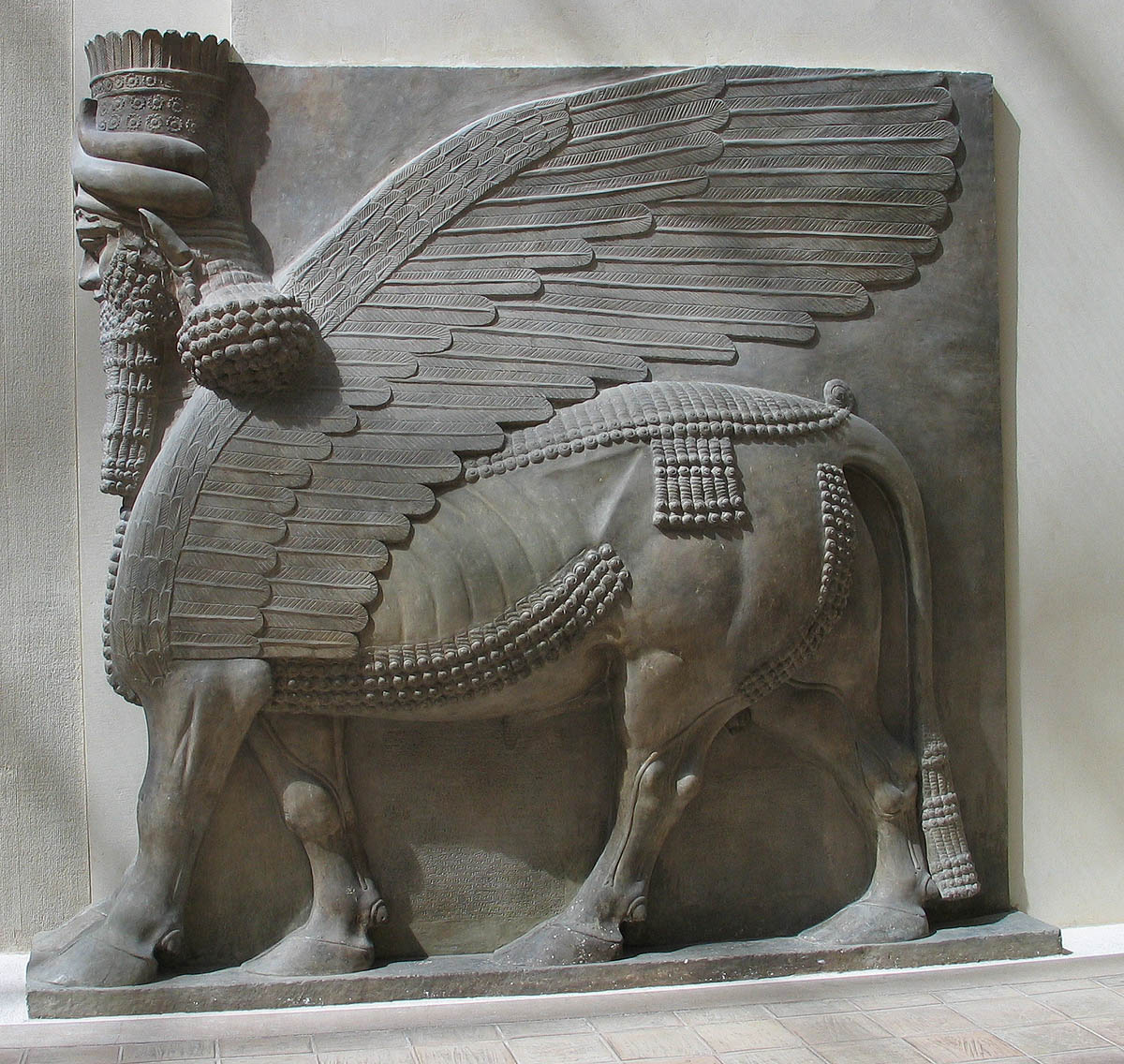
Geflügelter Stier mit Menschenkopf (Lamassu) aus Khorsabad, Neuassyrisches Reich.
Maße ca. 4 × 4 × 1 Meter. Louvre, Paris.

Eine Kolossalstatue ist eine vollplastische, von einem Bildhauer geschaffene Statue (Skulptur oder Plastik) von mehrfacher bis vielfacher Lebensgröße meist einer menschlichen Person oder eines Tieres (seltener eines Objektes) aus Stein, daneben auch aus Bronze, Kupfer oder Edelmaterialien wie Gold, Elfenbein auf Eisen mit Holz als Stützgerüst. Kolossalstatuen werden auch als Monumentalstatuen bezeichnet.

## Bedeutung
Bereits im frühen Altertum waren in den Hochkulturen Kolossalstatuen übliche Darstellungspraxis, wie beispielsweise geflügelte Stiere und Löwen in Mesopotamien. Der Hauptzweck ist die symbolbehaftete Gottes- und Herrscherdarstellung als Stand- oder Sitzbild, seltener als Reiterstandbild. Die Menschen vertraten die Ansicht, dass eine Götterstatue groß sein musste, um schön, bedeutend und der Gottheit angemessen zu sein.
Der Brauch, riesige Statuen herzustellen, verlor sich nach dem Untergang des Römischen Reiches im Mittelmeerraum und wurde erst wieder zu Beginn der Renaissance belebt. Im Fernen Osten wurden dagegen weiterhin kolossale Buddhastatuen angefertigt, wie z. B. der Shwethalyaung-Buddha (errichtet im Jahr 994).

## Wortursprung
Etymologisch ist das Wort „Koloss“ ein aus Kleinasien stammendes (vermutlich aus dem Phrygischen, siehe den Ortsnamen Kolossai), um 1000 v. Chr. ins altgriechisch-dorische importierte Wort (κολοσσός, lat. colossus), das zunächst nur eine Statue ohne Größenbezug bedeutete. Nachdem es auf den Helios von Rhodos Anwendung gefunden hatte, wurde es synonym für eine gewaltige, riesige Statue, später generell für alles Überdimensionale.

## Beispiele

Größenvergleich berühmter Kolossalstatuen
1. Statue der Einheit: 240 m (inkl. 58 m Sockel)
2. Zhongyuan-Buddha: 153 m
(inkl. 25 m Sockel und 20 m Thron)
3. Freiheitsstatue: 93 m (inkl. 47 m Sockel)
4. Mutter-Heimat-Statue (Wolgograd): 87 m
(inkl. 2 m Sockel)
5. Cristo Redentor (Rio de Janeiro): 38 m
(inkl. 8 m Sockel)
6. David von Michelangelo (Florenz)

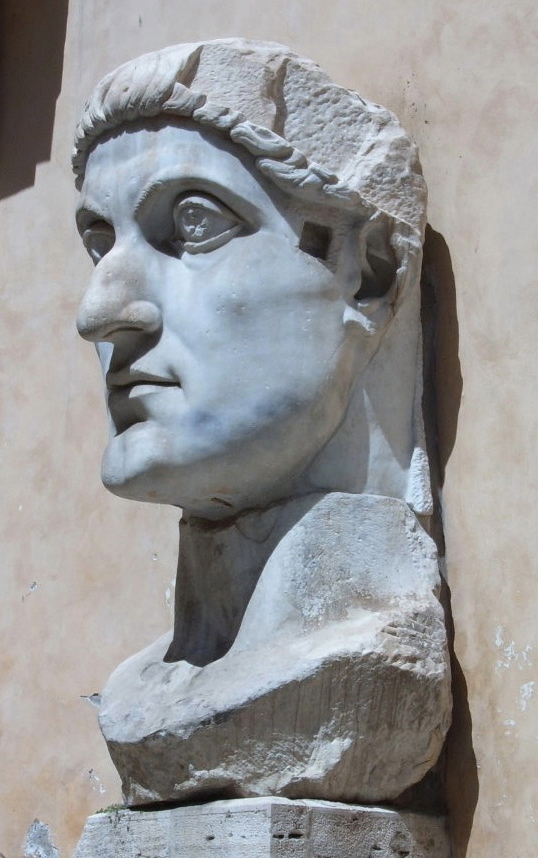
Kopf der Kolossalstatue Kaiser Konstantins I.
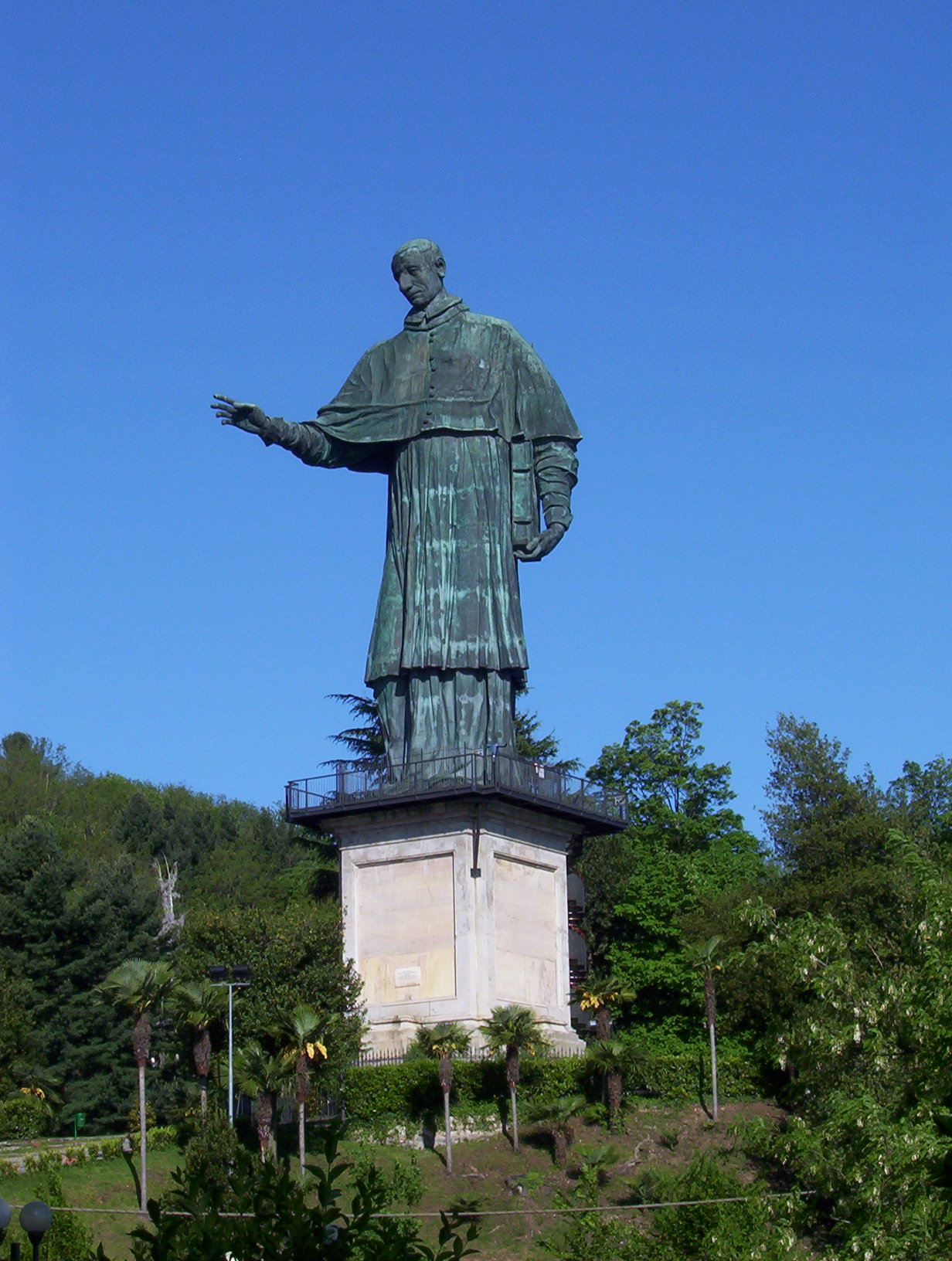
Koloss San Carlo in Arona, Piemont, Italien
Mutter-Heimat-Statue, Russland

### Antike
- um 1370 v. Chr.: Memnonkolosse Amenophis’ III. in Theben-West, Ägypten (Quarzit) – 18 m
- um 1250 v. Chr.: Kolossalstatuen von Ramses II. (Sandstein) – 20 m
- um 450 v. Chr.: Athena-Statue des Phidias in Athen (Gold und Elfenbein auf Holz) – 13 m[2]
- um 438 v. Chr.: Zeus-Statue des Phidias in Olympia, Sitzstatue (verkleidet mit Gold, Elfenbein und Ebenholz) – 12 m
- um 320 v. Chr.: Zeus-Statue des Lysippos in Tarent (Bronze auf Eisengerüst/Stein) – 24 m
- um 290 v. Chr.: Koloss von Rhodos (Bronze auf Eisengerüst/Stein) – 34 m
- um 65 n. Chr.: Koloss des Nero, Statue des Kaisers Nero in der Eingangshalle der Domus Aurea (Bronze, vergoldet) – 35 m
- um 330 n. Chr.: Kolossalstatue Kaiser Konstantins I. in Rom (Stein) – 12 m
- 5. Jahrhundert: Koloss von Barletta, Statue eines oströmischen Kaisers (Bronze) – 5,1 m

Die Zeusstatue des Phidias und der Koloss von Rhodos zählen zu den Weltwundern der Antike.

### Neuzeit
- 1504: David-Statue von Michelangelo in Florenz – 5,17 m
- 1624: Koloss San Carlo, Statue des Karl Borromäus in Arona, Italien (Kupfer) – 24,50 m + Sockel 11,70 m, gesamt 36,2 m
- 1850: Bavaria in München (Bronze) – 18,5 m + Sockel 8,9 m, gesamt 27,4 m
- 1875: Hermannsdenkmal im Teutoburger Wald (Kupfer auf Eisenrohrgerüst) – 26,57 m + Steinsockel 26,89 m, gesamt 53,46 m
- 1883: Niederwalddenkmal bei Rüdesheim (Bronze) – 10,5 m (mit Sockel 38 m)
- 1886: Freiheitsstatue in New York (Kupfer auf Eisengerüst) – 46,5 m + Sockel 55,5 m, gesamt 102 m
- 1904: Cristo Redentor de los Andes, auf der Grenze zwischen Argentinien und Chile, höchstplatzierte Kolossalstatue: 3832 m ü. M. – 6 m
- 1906: Bismarck-Denkmal in Hamburg (Granit) – 14,8 m + Sockel 19,5 m, gesamt 34,3 m
- 1931: Cristo Redentor in Rio de Janeiro – 30 m + Sockel 8 m (28 m Spannweite)
- 1937: Skulptur Arbeiter und Kolchosbäuerin in Moskau (Stahl) – 24,5 m
- 1967: Mutter-Heimat-Statue in Wolgograd – 85 m ohne Sockel
- 1982–1990: Nachbau der antiken Statue der Athena Parthenos im Parthenon-Nachbau in Nashville, USA (Bronze/Gips/Blattgold auf Stahl und Fiberglas) – 13 m[3]
- 1994: Cristo de la Concordia, größte Christusstatue 1994–2010, auf 2840 m ü. M., Cochabamba, Bolivien. – 34,2 m + Sockel 6,24 m
- 2002: Zhongyuan-Buddha in Lushan, Volksrepublik China (Kupfer) – 108,45 m
- 2007: Monument der Kaiser Yan und Huang in der Nähe von Zhengzhou, Volksrepublik China (autochthones Gestein) – 106 m
- 2008: Laykyun Setkyar, ein Buddha in Khatakan Taung, in Myanmar – 116 m (höchste Statue der Welt bis 2018)
- 2010: Christus-König-Statue von Schwiebus, Polen – 36 m + Sockel 16 m (höchste Christusstatue seit 2010)
- 2016/17: Montemaria, größte Marienstatue bei Batangas City, Philippinen – 96 m + Sockel 21 m
- 2018: Statue der Einheit im indischen Bundesstaat Gujarat – 182 m + Sockel 58 m (höchste Statue der Welt, 2018)